# (3162) Nostalgie
(3162) Nostalgie, désignation internationale (3162) Nostalgia, est un astéroïde de la ceinture principale.

## Description
(3162) Nostalgie est un astéroïde de la ceinture principale. Il fut découvert par Edward L. G. Bowell le 16 décembre 1980 à Flagstaff (Observatoire Lowell). Il présente une orbite caractérisée par un demi-grand axe de 3,15 UA, une excentricité de 0,155 et une inclinaison de 17,91° par rapport à l'écliptique.
Il fut nommé d'après le sentiment de nostalgie, sentiment de regret des temps passés ou de lieux disparus ou devenus lointains, auxquels on associe a posteriori des sensations agréables.

## Compléments